# Poser (2021)
Poser ist ein Filmdrama von Noah Dixon und Ori Segev, das im Juni 2021 beim Tribeca Film Festival seine Premiere feierte und am 3. Juni 2022 in die US-Kinos kam.

## Handlung
Lennon Gates lebt in Columbus, Ohio und arbeitet tagsüber als Zimmermädchen in einem Hotel und spült in Spätschichten Geschirr in der Restaurantküche. Lennon sieht gut aus und ist mit ihren blaugrün gefärbten Haaren, ihren coolen Tattoos und ihrer punkigen Erscheinung ein interessanter Typ. Weil sie sich selbst jedoch nicht so empfindet, schneidet sie Gespräche von den Besuchern einer Galerie mit, um deren Meinungen als ihre eigene auszugeben und anderen vorzumachen, sie sei irgendwie Teil dieser Kunstwelt. Um andere Menschen an ihren geklauten Einschätzungen teilhaben zu lassen, googelt sie, wie man einen Podcast startet.
Auch von der Musik- und Clubszene der Stadt ist Lennon fasziniert. Gerne würde sie irgendwie dazugehören und Backstage bei Lagerhauskonzerten mit den Künstlern in Kontakt kommen. Als sie eines Tages Bobbi Kitten kennenlernt, eine geheimnisvolle junge Frau und Hälfte eines beliebten Indie-Pop-Duos, nimmt diese Lennon unter ihre Fittiche.

## Produktion

### Filmstab
Poser ist das Spielfilmdebüt von Ori Segev und Noah Dixon. Vorher drehten sie Musikvideos und Kurz- und Dokumentarfilme. Sie lernten sich während des Filmstudiums an der Denison University in Granville, Ohio kennen. Der Film sei auch von ihrem Umzug nach Columbus inspiriert, so Dixon.

### Besetzung und Dreharbeiten

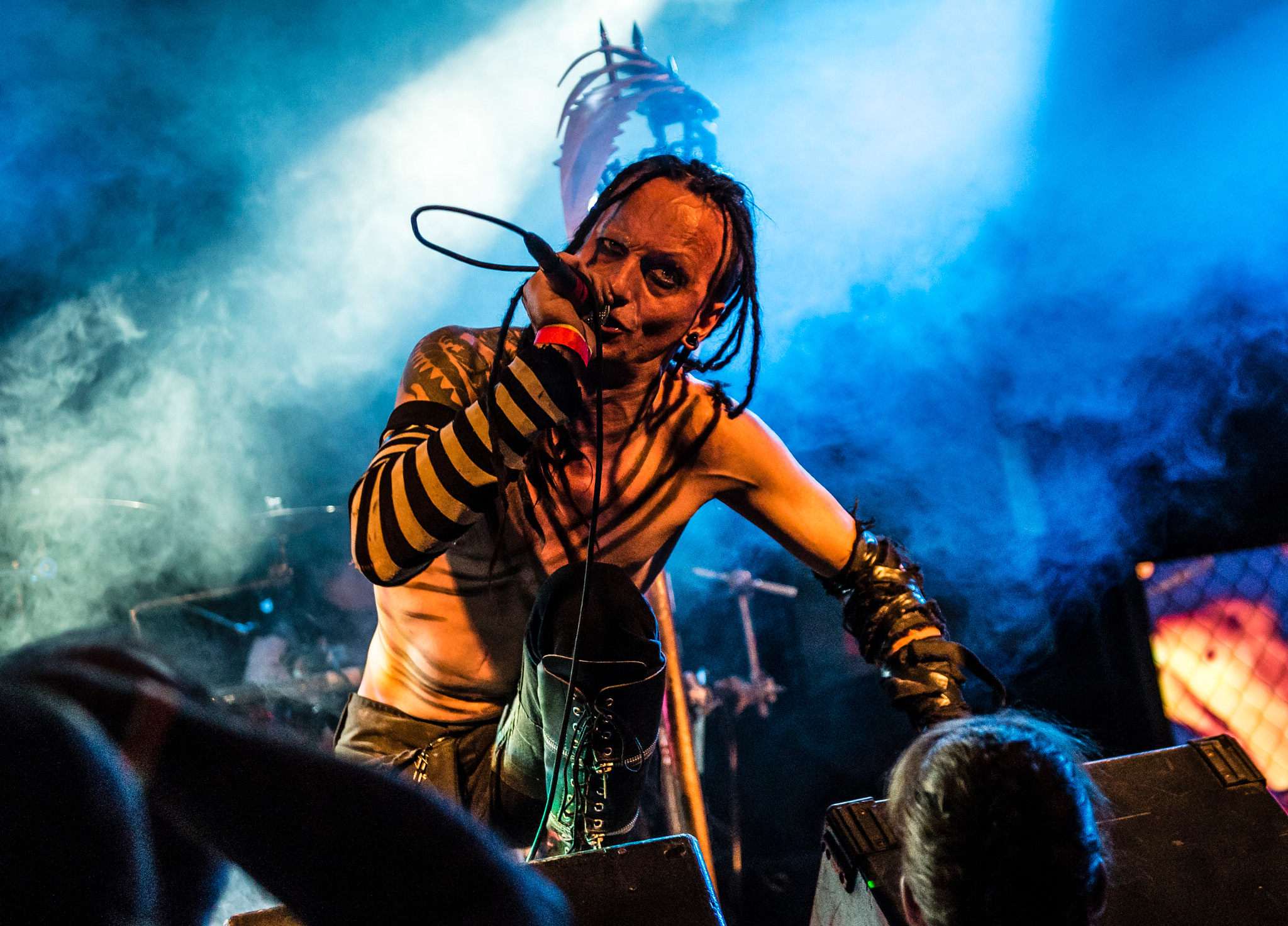
Die Kunst- und Kulturszene von Columbus ist vielfältig

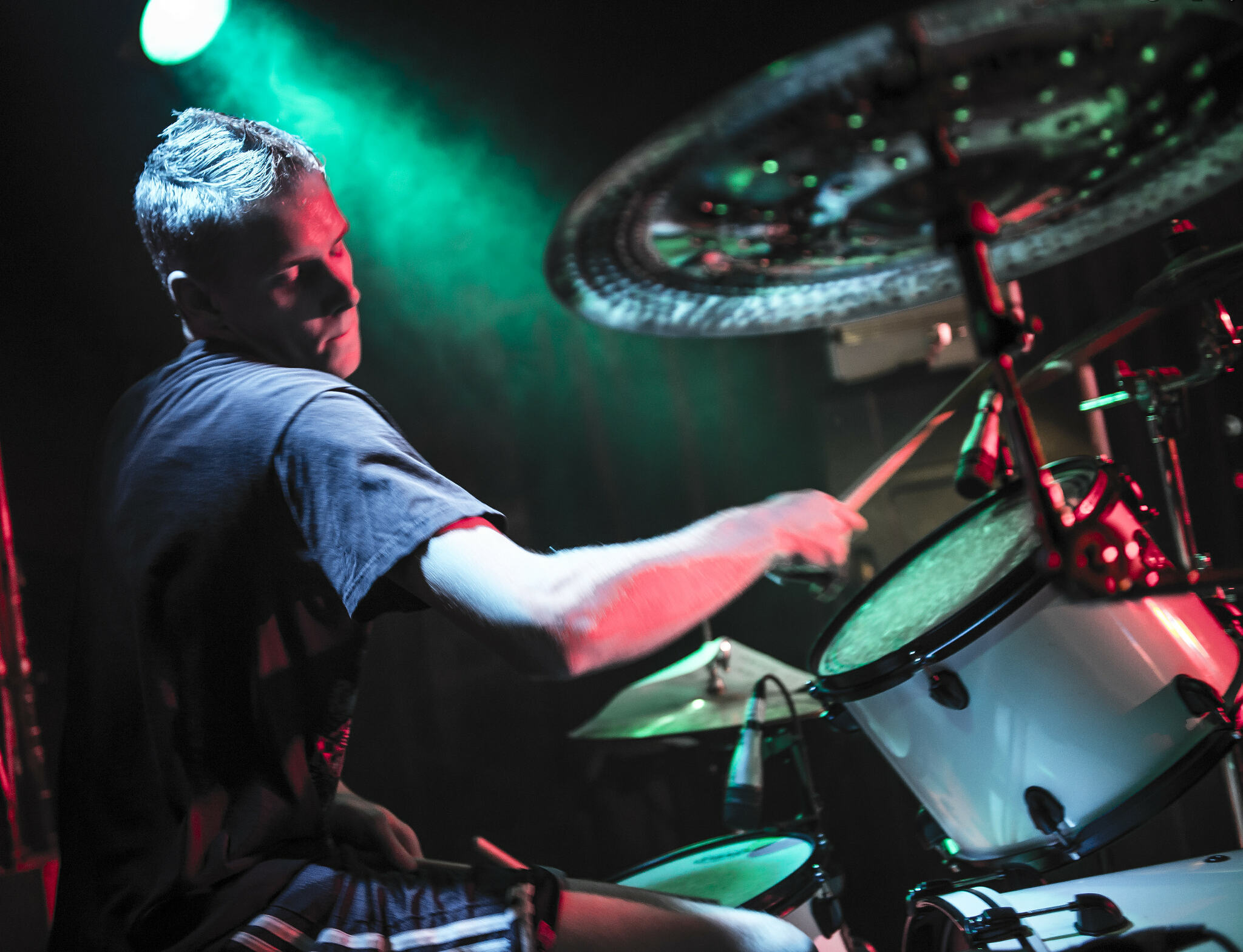

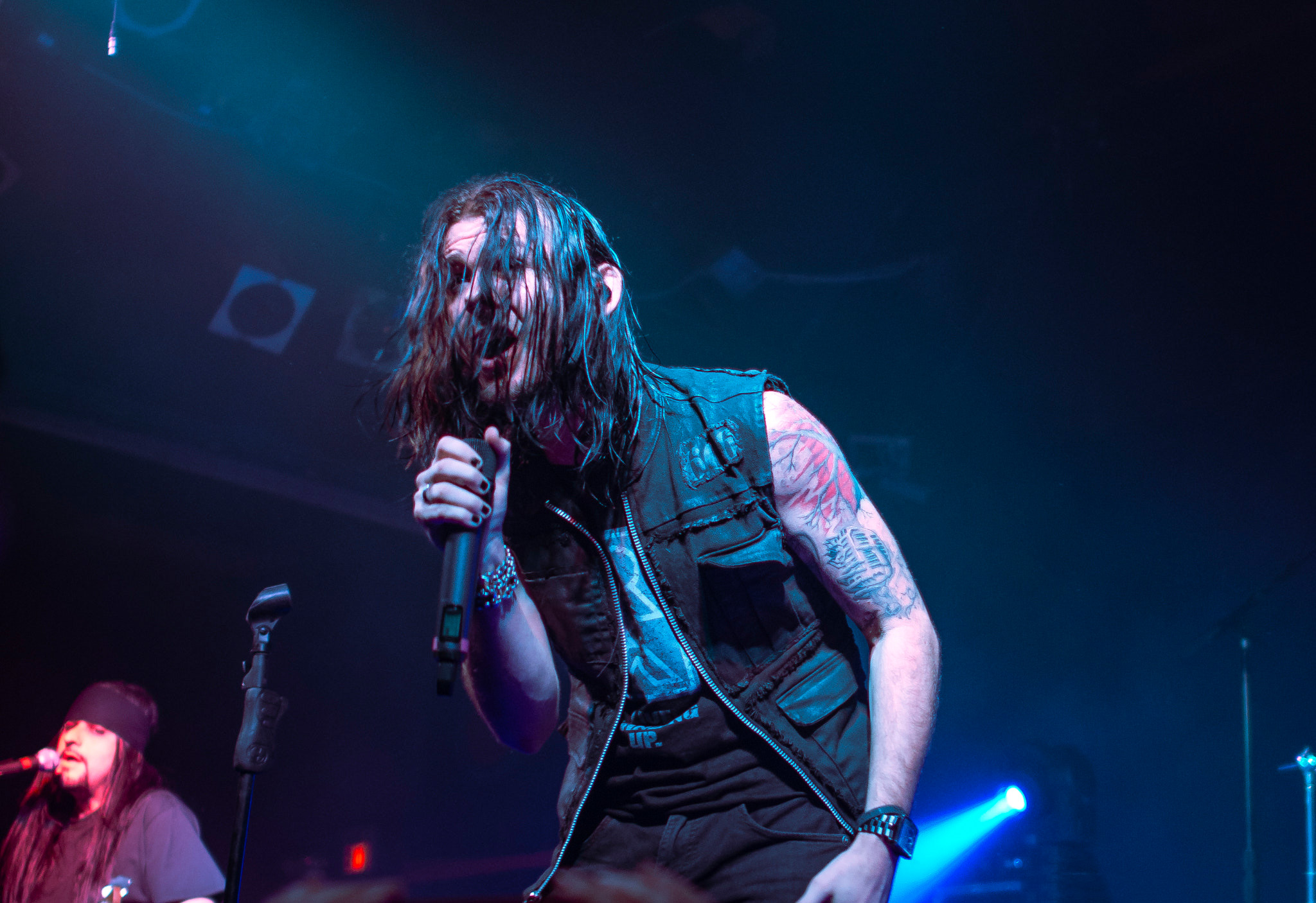

Sylvie Mix spielt in der Hauptrolle Lennon Gates. Rachel Keefe spielt ihre Schwester Janie. Segev und Dixon haben für ihren Film zudem eine Reihe aufstrebender Künstler und Künstlerinnen aus der Kunst- und Kulturszene der Stadt Columbus gecastet, so Bobbi Kitten, die im Film eine Version ihrer selbst spielt, und ebenso ihr Bandkollege Z Wolf. Weitere Künstler, die sich bereit erklärten, im Film mitzuwirken, sind Amber Falter, Joey Aich, Hakim Callwood und Mandi Caskey. Alle im Film gezeigten Bands stammen aus Columbus.
Der Film wurde auch in Columbus gedreht. Zu den Locations und Clubs, in denen gedreht wurde, zählen das Comune, die 934 Gallery, das Cafe Bourbon Street und die Räumlichkeiten von Used Kids. Die Dreharbeiten dauerten 24 Tage lang bis März 2020 und damit bis zum Coronavirus-bedingten Lockdown in den USA. Als Kameramann fungierte Logan Floyd. Die MINT Collective in Columbus diente als eine der Inspirationen für die im Film gezeigte Kunstgalerie.

### Filmmusik und Veröffentlichung
Die Musik für den Film steuerten Adam Robl und Shawn Sutta bei. Das Soundtrack-Album mit insgesamt 24 Musikstücken, darunter auch im Film gespielte Songs von WYD, Damn the Witch Siren, Son of Dribble, Devin Summers und Z Wolf, wurde Anfang Juni 2022 von Oscilloscope Laboratories als Download veröffentlicht. Ein weiteres Soundtrack-Album mit 18 Musikstücken wurde im September 2022 von Lakeshore Records veröffentlicht.
Die Premiere erfolgte am 10. Juni 2021 beim Tribeca Film Festival. Ab 4. Oktober 2021 wurde Poser beim Filmfest Hamburg vorgestellt. Im März 2022 wurde Poser Film beim Manchester Film Festival gezeigt und hiernach beim Oxford Film Festival. Im April 2022 wurde er beim Florida Film Festival vorgestellt. Am 3. Juni 2022 kam der Film in ausgewählte US-Kinos.

## Rezeption

### Kritiken
Von den auf der Website Rotten Tomatoes aufgeführten Kritiken sind 83 Prozent positiv bei einer durchschnittlichen Bewertung mit 7,1 von 10 möglichen Punkten.
Tomris Laffly von Variety schreibt, anfangs fühle sich der Film etwas einschüchternd an, besonders wenn man der Mainstream-Typ sei, der sich in dieser alternativen Musikszene nicht auskennt. Leicht könne man sich fehl am Platz fühlen, wie auf einer Party, für die man sich nicht cool genug vorkommt. Ori Segev und Noah Dixon ließen sich die Zuschauer in der einzigartigen Indie-Szene der Stadt Columbus dennoch wohl fühlen, in dieser Welt von schwach beleuchteten Underground-Clubs, Kunstgalerien, düsteren Lagerhallen und mittendrin in dieser Reihe von unglaublich ungezwungenen, cool gekleideten Künstlern und Musikern. Auch der Filmschnitt sei interessant, durch den Lennons Reise teils parallel zu ihren Podcast-Episoden strukturiert ist, teils mit Rückblenden versehen. Insgesamt ähnele der Film oft einer Mischung aus Dokumentarfilm und Fiktion, mit einem narrativen Film am Rande, und dennoch sei das Ganze seltsam schön und fesselnd.

### Auszeichnungen
American Film Festival 2021
- Nominierung im Spectrum Competition (Ori Segev und Noah Dixon)[17]

Cleveland International Film Festival 2022
- Nominierung im New Direction Competition (Ori Segev und Noah Dixon)[18]

Manchester Film Festival 2022
- Nominierung im Wettbewerb
- Auszeichnung für die Beste Kamera (Logan Floyd)[19]

Middlebury New Filmmakers Festival 2021
- Auszeichnung mit dem Best Narrative Feature Award (Ori Segev und Noah Dixon)[20]

Nashville Film Festival 2021
- Auszeichnung als Bester Spielfilm (Ori Segev und Noah Dixon)[21]